# Marius Holst
Marius Holst, né en 1965 à Oslo (Norvège), est un réalisateur, producteur, et scénariste norvégien.

## Biographie
Marius Holst s'est formé au London International Film School.
En 1990, son film de fin d'études Visiting Hours remporte le Grand Prix Potier de la BBC. Ce film est aussi nommé pour le Prix Amanda du Meilleur court-métrage et le Student Academy Award de Los Angeles.
En 1994, son premier long métrage Croix de bois, croix de fer (Ti kniver i hjertet) connaît un grand succès en Norvège et se fait remarquer dans les festivals internationaux en remportant de nombreuses récompenses ; notamment le Prix de Montréal pour le meilleur long métrage de fiction au Festival des films du monde de Montréal et le Blue Angel Award à la Berlinale.
Son dernier long métrage, Les Révoltés de l'île du diable, a connu un grand succès en Norvège.
Marius Holst a réalisé plusieurs publicités primées. C'est aussi - aux côtés du réalisateur Pål Sletaune et des producteurs Turid Øversveen et Håkon Øverås - le cofondateur de la société de production 4 ½ qui depuis 1998 produit des longs métrages et des publicités.

## Filmographie

### Réalisateur
- 1990 : Besøkstid
- 1994 : Croix de bois, croix de fer (Ti kniver i hjertet) - diffusé à la télévision avec pour titre L'Été des secrets
- 1996 : Lukten av mann
- 1997 : 1996: Pust på meg!
- 2001 : Øyenstikker
- 2003 : Tito är död
- 2006 : Kjøter (téléfilm)
- 2007 : Blodsbånd
- 2010 : Les Révoltés de l'île du Diable (Kongen av Bastøy)

### Scénariste
- 1994 : Croix de bois, croix de fer (Ti kniver i hjertet)

### Producteur exécutif
- 2001 : Amatørene
- 2001 : Øyenstikker
- 2005 : Naboer
- 2006 : Reprise
- 2008 : Lønsj
- 2008 : Sommerhuset
- 2008 : I et speil i en gåte
- 2009 : Yatzy